# Мадрид-Чамартін
40°28′20″ пн. ш. 3°40′56″ зх. д. / 40.472222222222° пн. ш. 3.6822222222222° зх. д.
Вокзал Чамартін (ісп. Estación de Chamartín) — залізничний вокзал у Мадриді. Розташований на півночі міста в однойменному адміністративному окрузі. Є другим залізничним вокзалом Мадрида після вокзалу Аточа у центрі столиці.
З вокзалу Чамартін здійснюються залізничні перевезення у північно-східному напрямку Піренейського півострова від Саламанки до Іруна за трьома основними залізничними магістралями: головною північною дорогою, що сполучає Мадрид з Андаєм (Мадрид — Авіла — Вальядолід — Бургос — Міранда -де Себастьян — Ірун), прямою лінією Мадрид — Барселона, прямою лінією Мадрид — Бургос (нині не експлуатується) і новою швидкісною лінією Мадрид — Леон.

## Історія
Ідея будівництва залізничної станції на півночі Мадрида, що сполучається з Аточою, з'явилася ще за часів Другої республіки за часів міністра громадських робіт Індалесіо Пріето в рамках проєкту прокладання нової прямої залізничної лінії в північному напрямку на Бургос, хоча тоді її планувалося спорудити в іншому місці, південніше від Чамартіна. Підготовчі роботи розпочалися у 1933 році, але проєкт був паралізований громадянською війною. Зрештою залізничний вокзал Чамартін був побудований на місці старого цвинтаря села Чамартін-де-ла-Роса.
Урочисте відкриття вокзалу Чамартін відбулося у 1967 році з початком експлуатації всіх паралізованих війною залізничних проєктів, зокрема й проєкту прямого сполучення між Мадридом та Бургосом, залізничного тунелю між Чамартіном та Аточею з підземними платформами Реколетос та Нуевос Міністеріос. Вокзалу Чамартін тоді передали функції обслуговування всіх поїздів далекого прямування зі старого вокзалу Норте (нині Прінсіпе-Піо) для скорочення часу в дорозі на об'їздах. Різке зростання пасажирообороту зумовило необхідність реконструкції тимчасового приміщення вокзалу вздовж першого шляху. Сучасний комплекс залізничного термінала з торговими площами та зонами відпочинку збудовано у 1970—1975 роках.
29 липня 1979 року на вокзалі Чамартін стався терористичний акт, влаштований військово-політичним угрупуванням ЕТА, що спричинив смерть однієї людини, поранення у кількох людей і великі матеріальні збитки. Водночас із бомбою, закладеною в камері схову вокзалу Чамартін, терористичні акти сталися також на вокзалі Аточа та в аеропорту Барахас.
У 1980-х роках Іспанія запустила процес санації мережі залізниць, і вокзал Чамартін перетворився на головний залізничний вузол Мадрида, хоча його «золота доба» тоді ще не настала. У 1986 році почалася реконструкція вокзалу Аточа під обслуговування швидкісних поїздів до Севільї. Чамартін відтоді обслуговував усе залізничне сполучення міста за винятком поїздів із Галісії, що прибували на вокзал Норте. Після здачі в експлуатацію Аточі в 1992 значення вокзалу Чамартін пішло на спад: його не включили в проєкт розвитку швидкісного залізничного сполучення, а інші поїзди далекого прямування були також передані Аточі.
З 2004 року вокзал Чамартін перебуває у процесі трансформації, який покликаний повернути йому колишні провідні позиції. У грудні 2007 року з вокзалу Чамартін запущено рух швидкісних поїздів до Вальядоліду. У липні 2008 року введено в експлуатацію новий залізничний тунель, який з'єднав Чамартін з Аточею з платформою на Пуерта-дель-Соль.